# OnePlus One
El OnePlus One (OPO) es un teléfono inteligente Android del fabricante chino OnePlus, una startup fundada por el anterior vicepresidente de Oppo, Pete Lau. Presentado en abril de 2014, el OnePlus One es el primer producto de la compañía. Fue diseñado para ser un teléfono inteligente de costo medio que compitiera en rendimiento, características y calidad con los dispositivos de gama alta de otras empresas que fueron lanzados al mismo tiempo. El terminal viene de fábrica con CyanogenMod 11S como sistema operativo.
Estuvo disponible para venta por primera vez el 25 de abril de 2014 exclusivamente por el sitio web de OnePlus, pero los clientes debían poseer una invitación antes de poder adquirirlo. Estas invitaciones eran principalmente distribuidas por la compañía a través de concursos, que generaron polémica por el inusual método de adquisición. A partir del 20 de abril de 2015 ya no se requiere una invitación para poder adquirir uno.

## Desarrollo
La compañía OnePlus fue fundada en noviembre de 2013 por el anterior vicepresidente de Oppo, Pete Lau. El objetivo principal de la compañía era diseñar su "smartphone soñado"; aquel que equilibrara la calidad de dispositivos de alto coste de sus competidores con un precio más bajo que otros teléfonos en su clase. Según lo argumentado, a pesar de su coste más bajo, los usuarios "nunca estaban conformes" ("Never Settle") con los dispositivos de calidad baja producidos por otras compañías chinas, como Blu y Yota. Lau comparó los ideales de OnePlus con los de la compañía japonesa Muji, con foco en productos de calidad alta con diseños simplistas. La compañía para deducir costos decidió vender exclusivamente el dispositivo en línea, en vez distribuirlo con minoristas o a través de empresas de telefonía móvil, citando el éxito del modelo de ventas en línea similar de los dispositivos Nexus. Continuando la asociación con la plataforma del Oppo N1, OnePlus acordó con CyanogenMod un acuerdo no-exclusivo para basar sus productos en dicha ROM de Android y utilizar su marca en el exterior de China.
El OnePlus One fue oficialmente revelado el 23 de abril de 2014 con un lanzamiento limitado el 25 de abril: descripto como un "flagship killer", sus precios fueron de US$299 para la versión de 16 GB y de US$349 para la de 64 GB.

## Lanzamiento y distribución
El dispositivo es vendido en línea exclusivamente a través del sitio web de OnePlus. El stock del dispositivo era anteriormente limitado a través de un sistema de invitaciones; la compañía había hecho el dispositivo disponible para comprar sin una invitación solo durante promociones especiales y momentos determinados. El 9 de febrero de 2015, OnePlus anunció ventas abiertas cada martes. Luego, en un anuncio el 20 de abril de 2015 marcando el aniversario de su lanzamiento, OnePlus anunció que sería posible adquirir el dispositivo sin una invitación "para siempre", pero dando a entender que el requisito puede regresar para el sucesor del terminal. El cofundador de OnePlus, Carl Pei explicó que "estamos probando y mejorando rigurosamente nuestra estructura logística sobre la base de este último año, estamos seguros que nuestros procesos han madurado bastante, para poder lograr una mayor producción y un soporte post venta. Hemos trabajando para esto, y ahora estamos listos."
Las invitaciones fueron dadas por primera vez a través de una promoción conocida como "Smash the Past" (Rompe el Pasado), en que 100 usuarios serían seleccionados para ganar una oportunidad de adquirir un OnePlus One de 16 GB por solo US$1, junto a tres invitaciones que podían dar a sus amigos, si grababan un vídeo de ellos rompiendo su teléfono anterior. Algunos usuarios malinterpretaron la promoción, y prematuramente subieron vídeos a YouTube de ellos rompiendo sus teléfonos. Los usuarios más tarde fueron llamados a no destruir sus teléfonos, y en cambio donarlos a la caridad.
OnePlus lanzó un segundo concurso más tarde, "Ladies First" (Mujeres Primero), el 12 de agosto de 2014, invitando a mujeres a tomar fotos de ellas sosteniendo el logotipo de OnePlus o teniendo dibujado el mismo en sus cuerpos. Las ganadoras se decidirían por voto y recibirían una invitación para comprar un OnePlus One y además una remera. La promoción  generó controversia, argumentando que concurso promovía la cosificación de mujeres: algunos usuarios publicaron imágenes de mujeres con el logotipo de OnePlus mientras en otra, un cuadro de ellas haciendo el gesto higa, acompañados por un comentario que denunciaba el concurso como sexista. En respuesta a la crítica, el concurso se retiró solo horas después de que se anunció: la compañía declaró que "queremos animar a más mujeres a involucrarse y entusiasmarse sobre las cosas asombrosas que pasan en el mundo de la tecnología ahora mismo. El concurso "Ladies First" fue un esfuerzo muy equivocado por unos pocos empleados aislados para hacer precisamente eso, sin embargo no hay duda de no sólo no incluyó mejor a nuestra comunidad femenina, sino que perpetúa un estereotipo que OnePlus de ninguna manera apoya o condona." El 25 de agosto de 2014, OnePlus empezó un verano temático fotográfico como sustitución, dando por medio de este 10000 invitaciones.
En diciembre de 2014, fue lanzado en India exclusivamente a través de Amazon; siendo todavía necesario de adquirir el dispositivo mediante invitación, exceptuando promociones especiales ocacionales. OnePlus también anunció planes para establecer una presencia en el país, con planes de abrir 25 centros oficiales en India. El 20 de abril de 2015 ya se podía adquirir el teléfono sin una invitación.

### Conflicto con Micromax
Las ventas del OnePlus One en India se pararon temporalmente por una medida cautelar concedida a Micromax Mobile, alegando que la venta del dispositivo en India violó sus derechos exclusivos de distribuir la marca Cyanogen en productos en Asia del Sur por un acuerdo anunciado en noviembre de 2014 como parte de una joint venture nueva llamada YU, y que su acuerdo sustituyó el acuerdo que Cyanogen Inc. había establecido con OnePlus. La compañía disputó estos argumentos, señalando que su software basado en Cyanogen era diferente al de Micromax, y argumentó que el acuerdo de exclusividad solamente significaba que Cyanogen no podía asociarse con ninguna otra empresa con sede en la India, y no inhibir la capacidad de OnePlus a comercializar sus productos en el país con la marca.
En respuesta a la sociedad, OnePlus ya había empezado el desarrollo de una nueva distribución de Android propia llamada "OxygenOS", para reemplazar CyanogenMod, mediante actualizaciones de software, a modelos distribuidos en la India, junto con una versión para los modelos chinos conocida como "H2OS".
El 25 de diciembre de 2014, el tribunal revirtió la prohibición de ventas, notando que YU y OnePlus eran de segmentos de mercado diferente, siendo de bajo y alto coste respectivamente.

## Especificaciones

### Hardware
El chasis del OnePlus One está construido en magnesio, acompañado por una cubierta trasera curvada y texturizada en color negro o blanco. Existen diseños especiales en Kevlar y en madera de bambú como accesorios, pero las cubiertas de bambú fueron temporalmente canceladas debido a asuntos de calidad. El dispositivo cuenta con teclas de navegación capacitivas, pero se pueden desactivar en favor de teclas de navegación en pantalla. Anandtech caracterizó su diseño como un "primo cercano" al Oppo Find 7a.
El hardware interno del dispositivo incluye un procesador Qualcomm Snapdragon 801 de cuatro núcleos de 2.5 GHz, 3 GB de RAM, y una pantalla de 5.5 pulgadas, JDI (Japan Display) de 1080p IPS LCD recubierta con Gorilla Glass 3. El almacenamiento del dispositivo es de 16 o 64 GB no ampliable. Su cámara trasera posee un sensor de 13 megapixel Exmor IMX214, fabricado por Sony junto a una cámara frontal de 5 megapixel. El OnePlus One soporta redes LTE de bandas 1, 3, 4, 7, 17, 38, y 40. Debido a que OnePlus es una compañía startup, sólo un modelo del dispositivo fue lanzado en todo el mundo, sin ningún tipo de SKUs regionales adicionales, como otros teléfonos inteligentes.

### Software
En el exterior de China, el OnePlus One viene con CyanogenMod 11S, basado en Android 4.4.4 "KitKat". La última versión CyanogenMod 11S es la 11.0-XNPH05Q. En China, el OnePlus One viene con "ColorOS", una distribución de Android creada por Oppo, basada en Android 4.3 "Jelly Bean". Junto a las características adicionales añadidas a la plataforma Android a través de Cyanogen (incluyendo opciones más amplias de personalización, un ecualizador de audio, mensajería encriptada, y los controles de aplicación de privacidad), el software 11S agrega comandos de voz persistentes y gestos que se pueden realizar mientras el teléfono está en modo de espera para realizar diversas funciones, tales como doble toque para encender la pantalla, dibujar un círculo para ir a la cámara, y dibujar una "V" para activar la linterna.
Un upgrade a CyanogenMod 12S, basado en Android 5.0.2 "Lollipop" se liberó para todos los OnePlus One fuera de China el 14 de abril de 2015. Dos distribuciones basadas en Lollipop, "OxygenOS" e "HydrogenOS", se liberaron más temprano, el 4 de abril de 2015, tanto dentro como fuera de China.

## Recepción

### Ventas
A partir de noviembre de 2014, el OnePlus One ha vendido 500,000 unidades, a pesar de una planificación solo de 50,000 unidades. El mercado de Asia Oriental representa el 39% de las ventas de la compañía en 2014, seguido por Europa con un 33%, 22% en América del Norte, y 7% en India. En total, el dispositivo generó unos ingresos totales de US$300 millones a diciembre de 2014.